# Джо Аласкі
Джо Аласкі (англ. Joe Alaskey; 1952 Трой — 2016, Грін-Айленд) — американський актор озвучування, один з наступників «Людини тисячі голосів» — Мела Бланка.

## Життєпис
Джозеф Френсіс Аласкі-третій народився 17 квітня 1952 року в місті Трой (штат Нью-Йорк). Батько — Джозеф Френсіс Аласкі-старший, мати — Доменіка «Дороті» Де Сорренто Де Люча Аласкі, брат — Джон Нед Аласкі, сестра — Джоенн Валенте. Талант наслідування голосам проявився у хлопчика вже в три роки, в п'ять років він уже почав давати невеликі вистави в колі сім'ї. Проте Джо спочатку зацікавився археологією, потім хотів стати священиком і вчителем англійської мови. Закінчив коледж La Salle Institute і ненадовго перебрався до Каліфорнії, де жив в районі Енсіно міста Лос-Анджелес. На початку 1970-х років, він повернувся в Нью-Йорк, де працював в сфері страхування. Кар'єру актора Аласкі почав в 1985 році — його першою роллю стало озвучування другорядних персонажів в мультсеріалі «Галтар і золоте спис». У 1988 році Аласкі дебютував на широкому екрані — «Хто підставив кролика Роджера», з 1995 року також озвучував комп'ютерні ігри.
Джо Аласкі помер 3 лютого 2016 року в селищі Грін-Айленд штату Нью-Йорк від раку.